# Dallos (anime)
A Dallos (ダロス; Daroszu; Hepburn: Darosu) négy epizódból álló sci-fi OVA. A Dallos volt első olyan anime, amely kimondottan adathordozón való forgalmazásra készült. Osii Mamoru rendezte, forgatókönyvét Toriumi Hiszajuki és Osii Mamoru írta, zenéjét Nitta Icsiró és Namba Hirojuki szerezte.
A Studio Pierrot gyártásában készült, az első epizód 1983. december 21-én, az utolsó 1984. június 28-án jelent meg. Később a Bandai Channel vetítette. A sorozatból egy 85 perces filmmé összevágott különkiadás is készült Dallos Special címmel. Ez utóbbi Magyarországon is kiadásra került VHS-en a VICO forgalmazásában 1991-ben. A Satelit TV is vetítette 2000 körül.

## Történet
A 21. század végén a Földön jelentős nyersanyaghiány lépett fel, ezért az emberiség újra a Holdra lépett, hogy annak nyersanyagait kiaknázzák. A kolóniákon élők azonban visszavágynak az anyabolygóra, ám ugyanakkor gyűlölik az onnan jötteket, mivel azok nyomorban tartják és végletekig kihasználják őket. Egyre nagyobb az elégedetlenség, Nomura Shun is kapcsolatba kerül egy Dog McCoy vezette szélsőjobboldali lázadó csoporttal, a mechanikusi tehetségének köszönhetően. Alex Riger és rendfenntartó erőik ellen azonban nem sok eséllyel vehetik fel a harcot. Egy rejtélyes építmény a Dallos viszont megoldást jelenthet és meghozhatja a várva várt kiegyezést a földiek és a holdlakók között.

## Megvalósítás, inspirációk
A Dallos az első anime, amely OVA formátumú és nem moziban vagy televízióban való bemutatásra készült. A formátum sajátságának köszönhetően több felnőtt közönséget megcélzó témát vonultathat fel. A készítés 1982-ben indult, amikor a Bandai egy olyan televíziós sorozatot kívánt készíttetni, amelyhez kapcsolódóan kereskedelmi termékeket, játékokat, modelleket dobhat piacra. Több stúdiót is megkerestek, végül a fiatal Studio Pierrot-ra esett a választás. A rendezői feladatokat Osii Mamoru kapta, a forgatókönyvet és a storyboardot közösen készítették Toriumi Hiszajukival. A Bandai azonban hamar kételkedni kezdett a sorozat sikerében, ezért videókazettán jelentették meg, hogy minimalizálják a forgalmazási költségeket és versenyképes maradjon.
A forgatókönyvet Robert Heinlein 1966-os A Hold börtönében című regénye inspirálta, amely egyértelműen a sci-fi és az űropera műfajába sorolható, de érezhető a Mobile Suit Gundam mecha hatása is, melyben szintén fellázadnak a holdkolóniák a Föld ellen. Az OVA formátum azonban lehetővé teszi a sci-fi témák mélyebb feltátását és a Dallos után számos sikeres OVA látott napvilágot: Megazone 23, Bubblegum Crisis vagy Appleseed. Az akciójelenetek szintén erősen jelen vannak.
A holdváros látványvilága bányáival, alagútjaival, járataival és más infrastruktúráival a klasszikus tudományos fantasztikumhoz húz, kezdve Fritz Lang Metropoliszától Stanley Kubrick 2001: Űrodüsszeia című filmjéig. Osii a szegény és gazdag negyedek között is éles különbséget tett, míg az előzőekre a feketeség, szögletesség vagy koncentrikus körök, addig utóbbiakra a világosság és a kecses formák jellemzőek. A szereplődizájn a korszak klasszikusait idézi. Kereskedelmi célból Dog McCoy karakterét Sylvester Stallone inspirálta a Rambo című filmből.

## Szereplők
| Szereplő                  | Japán hang         | Magyar hang       |
| ------------------------- | ------------------ | ----------------- |
| Nonomura Shun             | Szaszaki Hideki    | Bolba Tamás       |
| Alex Riger                | Ikeda Súicsi       | Kautzky Armand    |
| Rachel                    | Ukai Rumiko        | Somlai Edina      |
| Melinda Hearst            | Szakakibara Josiko | Farkasinszky Edit |
| Nonomura Taizo            | Szuzuki Mizuho     | Varga T. József   |
| Doug „Dog” McCoy          | Genda Tessó        | Varga T. József   |
| Max                       | Tanaka Hidejuki    | Csonka András     |
| A közbiztonság igazgatója | Góri Daiszuke      | Dobránszky Zoltán |
| narrátor                  | Tanaka Kódzsi      | Kautzky Armand    |

További magyar hangok: Boros Zoltán, Kerekes József, Némedi Mari, Stohl András

## Epizódok
| # | Epizód címe | Első japán (VHS) sugárzás |
| - | --- | ------------------------- |
| 1 | Remember Bartholomew (リメンバー・バーソロミュー; Rimenbá Bászoromjú; Hepburn: Rimenbā Bāsoromyū)                  | 1984. január 21.          |
| 2 | Dallos hakai sirei! (ダロス破壊指令！; Daroszu hakai sirei!; Hepburn: Dallos hakai shirei! / Darosu hakai shirei!) | 1983. december 21.        |
| 3 | Bokjó no Umi ni Tacu -ACT. I- (望郷の海に起つ ─ACT. I─; Hepburn: Bokyō no Umi ni Tatsu -ACT. I-)                   | 1984. április 28.         |
| 4 | Bokjó no Umi ni Tacu -ACT. II- (望郷の海に起つ ─ACT. II─; Hepburn: Bokyō no Umi ni Tatsu -ACT. II-)                | 1984. június 28.          |

## Fogadtatás
1985-ben a négy kötetből összesen 20 000 példányt adtak el a Nikkei Szangjo Simbun számításai szerint.
Helen McCarthy és Jonathan Clements szerint a történet tele volt lehetőségekkel, de a hiányosságok, a szövegkönyv és a gyenge animáció jelentősen lerontotta az élményt. Rámutatnak olyan irrealisztikus részletekre, mint a holdi gravitáció ábrázolása. Brian Ruh egy egészen eredeti űropera forgatókönyvét vélte felfedezni, de véleménye szerint a Mobile Suit Gundam és az Uruszei Jacura 2: Beautiful Dreamer művészileg sokkal teljesebb.
Mindezek ellenére az Dallos az Original Video Animation pionírja, s ezáltal mérföldkő a japán animációban. Osii Mamoru e korai munkájában már fellelhetők olyan elemek, amelyek későbbi műveit, mint a Patlabor és a Jin-Roh jellemzik, különösen a harci robotkutyák és a világűr használata. Kedvelt témáit is felvázolta, mint a vallási fanatizmus, az egyén és a közösség kapcsolata és az embertelen megalopoliszok.

## Fordítás
- Ez a szócikk részben vagy egészben  a   Dallos című francia Wikipédia-szócikk ezen változatának fordításán alapul.  Az eredeti cikk szerkesztőit annak laptörténete sorolja fel. Ez a jelzés csupán a megfogalmazás eredetét és a szerzői jogokat jelzi, nem szolgál a cikkben szereplő információk forrásmegjelöléseként.